# Arthur Lee (Politiker)

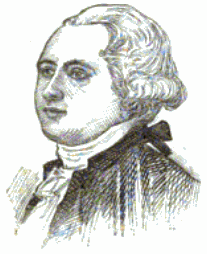
Arthur Lee

Arthur Lee (* 20. Dezember 1740 im Westmoreland County, Colony of Virginia; † 12. Dezember 1792 in Urbanna, Virginia) war ein US-amerikanischer Politiker und Diplomat. In den Jahren 1782 bis 1784 war er Delegierter für Virginia im Kontinentalkongress.

## Werdegang
Arthur Lee entstammte der in Virginia sehr bekannten Lee-Familie. Sein Vater war Thomas Lee (1690–1750). Er hatte drei Brüder, die ebenfalls in die Geschichte eingingen. Richard (1732–1794) war der sechste Präsident des Kontinentalkongresses und einer der Unterzeichner der Verfassung der Vereinigten Staaten. Er gilt als einer der Gründerväter der Vereinigten Staaten. Francis (1734–1797) gehörte ebenfalls zu den Unterzeichnern der Verfassung und den Gründervätern. Ein weiterer Bruder namens William (1739–1795) war während der Revolutionszeit im diplomatischen Dienst der amerikanischen Bewegung. Zu Lees entfernteren Verwandten zählte auch der spätere General der Konföderierten Staaten, Robert E. Lee.
Arthur Lee wurde auf der Stratford Plantation seines Vaters geboren. Er absolvierte das Eton College in England und studierte danach bis 1765 an der University of Edinburgh in Schottland Medizin. Nach einem anschließenden Jurastudium in London und seiner 1770 erfolgten Zulassung als Rechtsanwalt begann er in der britischen Hauptstadt in diesem Beruf zu arbeiten. In dieser Zeit war er auch als Agent für die britische Kolonie Massachusetts tätig. Damals verfasste er auch einige politische Abhandlungen, in denen er sich gegen die Sklaverei aussprach. Außerdem befasste er sich kritisch mit der englischen Außenpolitik sowohl in Europa als auch im Verhältnis mit den amerikanischen Kolonien. Er schloss sich der Revolutionsbewegung an und wurde 1776 nach Frankreich und 1777 nach Spanien entsandt, wo er jeweils als amerikanischer Gesandter fungierte. Zwischenzeitlich vertrat er auch in Berlin am preußischen Hof die Interessen seiner Heimat. Während seiner Auslandstätigkeit sammelte er auch wichtige Informationen, die er nach Amerika weitergab. Er war somit einer der ersten amerikanischen Spione.
Im Jahr 1780 kehrte er nach Virginia zurück. 1782 wurde er in die American Academy of Arts and Sciences gewählt. Zwischen 1781 und 1786 saß er mehrfach im Abgeordnetenhaus von Virginia und von 1782 bis 1784 vertrat er seinen Staat im Kontinentalkongress. Zwischen 1785 und 1789 gehörte er dem Bundesfinanzausschuss (United States Treasury Board) an. Arthur Lee starb am 12. Dezember 1792 in seinem von ihm erbauten Haus im Middlesex County.